# Birem Rayeuk
Birem Rayeuk is een bestuurslaag in het regentschap Aceh Timur van de provincie Atjeh, Indonesië. Birem Rayeuk telt 2059 inwoners (volkstelling 2010).